# B. H. Born
Bert H. Born, (nacido el  6 de junio de 1932 en Osawatomie, Kansas y fallecido el 3 de febrero de 2013 en Peoria, Illinois) fue un jugador de baloncesto estadounidense. Fue campeón del mundo con Estados Unidos en el mundobasket de  Brasil 1954. 